# Astylosternus montanus
Astylosternus montanus es una especie de anfibios de la familia Arthroleptidae.
Habita en Camerún y Nigeria.
Su hábitat natural incluye bosques tropicales o subtropicales secos y a baja altitud, montanos tropicales o subtropicales secos, ríos, tierra arable y zonas previamente boscosas muy degradadas.
Está amenazada de extinción por la pérdida de su hábitat natural.